# Landesmuseum für Kunst und Kulturgeschichte (Schleswig)
Das Landesmuseum für Kunst und Kulturgeschichte ist ein Kunstmuseum in der Stadt Schleswig. Das Museum wurde in den 1880er Jahren gegründet und befindet sich seit 1948 im Schloss Gottorf.
Kernthema ist die Kulturgeschichte von Schleswig-Holstein vom Mittelalter bis zur Gegenwart. Die Ausstellungsfläche beträgt 25.000 m². Träger ist seit 1998 die Stiftung Schleswig-Holsteinische Landesmuseen Schloss Gottorf.

## Sammlung
Die Kunst des Mittelalters wird in der imposanten Gotischen Halle gezeigt. Zu den Exponaten gehört das Landkirchener Retabel, ein spätgotischer Altaraufsatz aus dem Umfeld Bertrams von Minden. Einen Schwerpunkt der Gemäldesammlung zur Renaissance bildet die Gruppe von Werken Lucas Cranachs des Älteren. Eine besondere Kostbarkeit ist die Gutenberg-Bibel von 1452/54.  

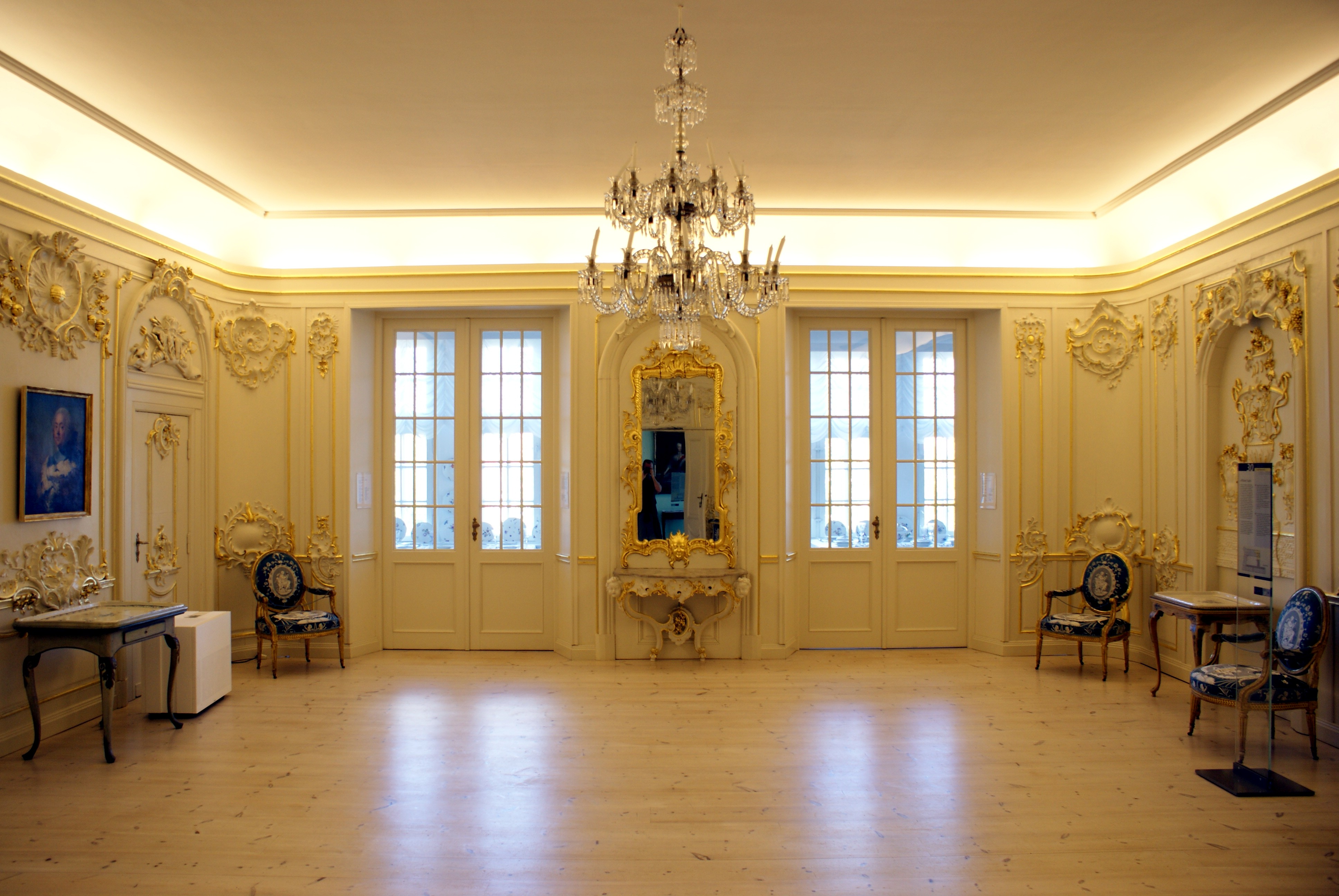
Der Plöner Saal repräsentiert das 18. Jahrhundert

Bilder, Skulpturen und Kunsthandwerk geben einen Eindruck der früheren herzoglichen Sammlungen in der barocken Glanzzeit Gottorfs. Einen Schwerpunkt der Sammlungen bilden Möbel und kostbares Tischgerät vom Mittelalter bis zur Gegenwart. Dazu zählt eine einzigartige Sammlung nordeuropäischer Fayencen. Im Schloss sind verschiedene Kunstwerke aus ganz Schleswig-Holstein zusammengetragen, welche nach Epochen geordnet vor allem im West- und im Nordflügel präsentiert werden. So wurde zum Beispiel aus Vertäfelungen des Plöner Schlosses um 1930 der sogenannte Plöner Saal eingebaut, der die Ausstellung exemplarisch für die Kunst des 18. Jahrhunderts ergänzt. Die wichtigsten Vertreter des „Goldenen Zeitalters“ der dänischen Malerei werden in der Galerie des 19. Jahrhunderts präsentiert. In der Jugendstil-Abteilung verbinden sich Malerei, Plastik und Kunsthandwerk zu einem Gesamtkunstwerk. In der Galerie der Klassischen Moderne mit der Stiftung Rolf Horn sind unter anderem Hauptwerke der drei großen norddeutschen Meister des Expressionismus zu sehen: Emil Nolde, Ernst Barlach und Christian Rohlfs. Das Ehepaar Hans-Joachim und Elisabeth Bönsch überließ dem Museum ihre Sammlung (Max Liebermann, Lovis Corinth, Lesser Ury) als Dauerleihgabe.
Die Ausstellung umfasst darüber hinaus eine für Norddeutschland repräsentative Sammlung zeitgenössischer Kunst. Im sogenannten Kreuzstall wird die Kunst des 20. Jahrhunderts gattungsübergreifend präsentiert: Bildende Kunst, Kunsthandwerk und Design treten in einen Dialog, dessen Vielstimmigkeit charakteristisch für das 20. Jahrhundert ist.

## Räumlichkeiten
Der größte Teil befindet sich im Hauptgebäude, und zwar im Erdgeschoss und im ersten Obergeschoss. Sonderausstellungen finden in der Reithalle, im Kreuzstall oder im Hauptgebäude statt.

### Erdgeschoss

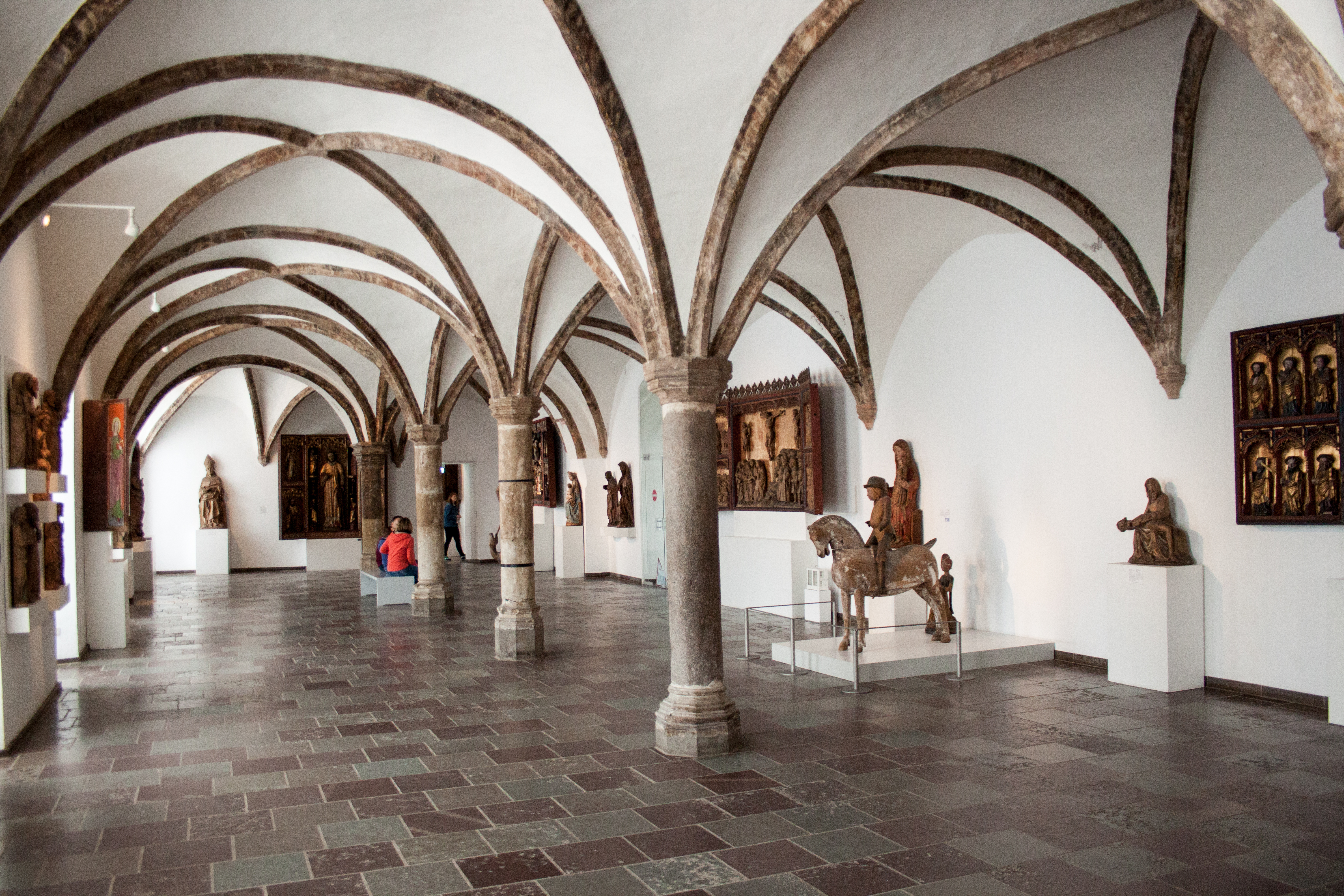
Gotische Halle

Die aus dem späten 15. Jahrhundert stammende Gotische Halle zeigt sakrale Kunst (Altäre und kirchliche Skulpturen des 13. bis 15. Jahrhunderts). Wichtige Objekte sind unter anderem der Landkirchener Altar (um 1380), ein bemalter Altarflügel (1480), ein übergroßes Kruzifix (um 1500) und ein staufischer Messkelch aus dem 13. Jahrhundert. In weiteren Räumen werden Exponate zu folgenden Themen gezeigt: Kunst und Kultur des Mittelalters, Kunst und Kultur der Renaissance, Klassizismus und Biedermeier, Galerie des 19. Jahrhunderts und Geschichte des Schlosses und eine Sonderfläche.

### 1. Geschoss

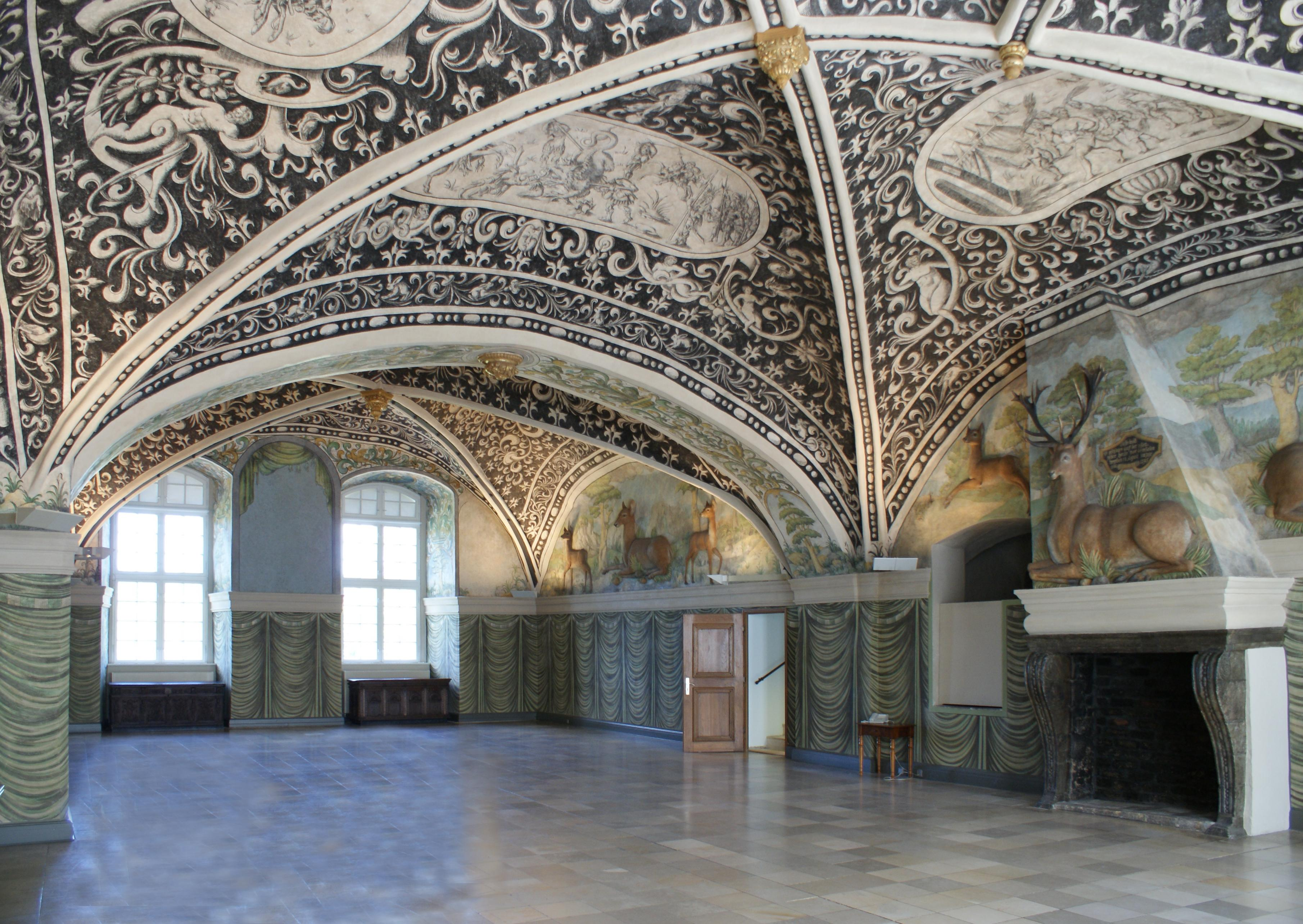
Der Hirschsaal im Nordflügel des Schlosses

Im 1. Obergeschoss befinden sich Exponate zu den folgenden Themen: Kunst und Kultur des Barock, Kunst und Kultur des Spätbarock, Kunst und Kultur des Rokoko, Volkskultur und Jugendstil. Hier befinden sich zusätzlich die Schlosskapelle und der Hirschsaal.

## Bibliothek
2007 zog die museumseigene Bibliothek in die ehemaligen Stallungen, eine Verlängerung der Reithalle (im Nordosten der Schlossinsel), um. Die Fläche beträgt fast 500 m². Zuvor befand sich diese im Schlosskeller untergebracht. Es gibt rund 100.000 Bücher, Zeitschriften und Kataloge mit Thema Kunst.

## Grafische Sammlung
85.000 Blätter umfasst die grafische Sammlung. Diese kann nur nach Anmeldung besucht werden.

## Begehbarer Globus
In einem Globushaus im Neuwerkgarten befindet sich ein begehbarer Globus mit einem Durchmesser von mehr als drei Metern. Auf der Außenseite ist eine Karte aus dem 17. Jahrhundert abgebildet.

## Skulpturenpark
Zum Museum gehört auch der angrenzende Skulpturenpark mit über 50 Skulpturen von 1889 bis 1995, beispielsweise von Karl Hartung, Bernhard Heiliger, Hans Wimmer und Magdalena Abakanowicz.

## Förderverein
Der Freundeskreis Schloss Gottorf e. V. (ko)finanziert das Landesmuseum unter anderem durch die Organisation von Ausstellungen und Veranstaltungen sowie Erwerbungen von Objekten und Finanzierung sonstiger Kosten.